# HD 170384
HD 170384 eller HR 6931, är en ensam stjärna belägen i mellersta delen av stjärnbilden Södra kronan. Den har en skenbar magnitud av ca 6,02 och är mycket svagt synlig för blotta ögat där ljusföroreningar ej förekommer. Baserat på parallax enligt Gaia Data Release 3 på ca 14,24 mas beräknas den befinna sig på ett avstånd av ca 229 ljusår (ca 70 parsec) från solen. Den rör sig närmare solen med en heliocentrisk radialhastighet av ca -11 km/s. Stjärnan minskas på dess nuvarande avstånd i ljusstyrka genom skymning av interstellärt stoft med 0,28 magnitud och den har en absolut magnitud på +1,86.

## Egenskaper
HD 170384 är en vit till blå stjärna i huvudserien av spektralklass A3 V. Den har en massa av ca 2 solmassor, en radie av ca 1,9 solradie och utsänder energi från dess fotosfär motsvarande ca 17 gånger solen vid en effektiv temperatur av ca 8 700 K. Den har en metallicitet på 97 procent av solens med (Fe/H) = -0,01. Liksom många heta stjärnor, roterar HD 170384 snabbt och har en projicerad rotationshastighet på 127 km/s och en uppskattad rotationsperiod på 19,2 timmar.